# El cielo de virgo
El cielo de virgo è un album in lingua spagnola del cantautore italiano Marco Masini, riproposizione de Il cielo della vergine pubblicato in Italia.

## Tracce
1. Bella idiota – 5:21
2. El cielo de virgo – 6:16
3. Frankenstein – 5:16
4. El morbo de Beautiful – 4:03
5. Cachorros – 4:40
6. Princesa – 5:35
7. Quererse mal – 5:05
8. Hazte Duro – 5:23
9. Cero – 4:55
10. Tiempo perdido – 4:19